# Lin Yanfen
Pour les articles homonymes, voir Lin.
Dans ce nom chinois, le nom de famille, Lin, précède le nom personnel.
Lin Yanfen (en chinois simplifié: 林燕芬), née le 4 janvier 1971, est une joueuse professionnelle de badminton des années 1980 et 1990.
Elle est médaillée de bronze en double dames aux Jeux olympiques d'été de 1992 à Barcelone avec Yao Fen.